# Lažni rat
Lažni rat je izraz kojim se označava razdoblje Drugog svjetskog rata od završetka Invazije na Poljsku do Saarske ofenzive.

## Povijest
Nakon što su Treći Reich i SSSR okupirali Poljsku, rat je utihnuo. Francuska nije htjela pokretati ofenzivu jer je Saveznčko vrhovno zapovjedništvo odlučilo da napad na Njemačku nema smisla i smatrali su da će pobijediti tako što naprave pomorsku blokadu prema Njemačkoj. Time bi Nijemci ostali bez osnovnih sredstava za ratovanje. Neutralna uloga Italije bila je korisna za Njemačku, jer je preko nje dobivala resurse koji su joj bili potrebni.
Ni francuska vojska, također, nije pokazivala želju za napadom na Siegfriedovu liniju, a ni Nijemci, isto tako, nisu željeli pokretati nikakve ofenzive. Takvo raspoloženje dviju zaraćenih strana trajalo je od listopada 1939. do ožujka 1940., a to razdoblje nazvano je Lažni rat. Jedan američki senator ovo je razdoblje nazvao telefonskim ratom Nijemci su ovo razdoblje nazivali, iz šale, Sitzkrieg (Sjedeći rat), namjerno mijenjajući riječ Blitz (munjevit) u Blitzkriegu (Munjeviti rat); Francuzi su ga nazivali drôle de guerre (šala od rata); Poljaci dziwna wojna (čudni rat); Britanci su ga nazivali Bore War, također igrajući se izmjenom slova kao Nijemci (naziv za Burski rat na engleskom glasi Boer War)
Neprijateljski vojnici često su se odmarali, iako su bili u vidu drugog neprijatelja. Prednji položaji su bili zauzeti za krajnju nuždu. Jednom stranom Rajne stizala je njemačka opskrba, a s druge strane rijeke bili su francuski topovi, koji nisu smetali Nijemcima da prevoze potrebne resurse za rat.
Dok je Hitler Sitzkrieg rabio samo kao predah i oporavak od rata, Francuska i Ujedinjeno Kraljevstvo su vjerovali da će ipak proći bez pravoga rata. Feldmaršal (onda general) Bernard Law Montgomery rekao je da je Chamberlain došao u Francusku u prosincu i da ga je s puno nade upitao ne misli li on da Nijemci zapravo ne kane napasti.

## Datumi
Datumi početka i kraja ovog razdoblja rata nisu isti u svim državama. U Francuskoj je ovo razdoblje trajalo od 3. rujna, kada je Francuska objavila rat Njemačkoj, do napada na zemlje Beneluksa. Izraz drôle de guerre (šala od rata) skovao je Roland Dorgelès, francuski novinar, koji je davao izvještaje o neaktivnosti njemačkih i francuskih vojnika. U Poljskoj, koja se osjećala izdanom od zapadnih saveznika, ovo razdoblje naziva se dziwna wojna (čudni rat), a počinje onda kada su svi napadi prema zapadu stali 12. rujna 1939. U Ujedinjenom Kraljevstvu početak ovog razdoblja je 3. listopad, kada je pala Poljska i završila rujanska kampanja.
Općenito se uzima da je Lažni rat trajao do napada Njemačke na Nizozemsku, Belgiju i Luksemburg 10. svibnja 1940.